# Łazy (gemeente)
De gemeente Łazy is een stad- en landgemeente in het Poolse woiwodschap Silezië, in powiat Zawierciański.
De zetel van de gemeente is in Łazy.
Op 30 juni 2004 telde de gemeente 16 077 inwoners.

## Oppervlakte gegevens
In 2002 bedroeg de totale oppervlakte van gemeente Łazy 132,56 km², waarvan:
- agrarisch gebied: 47%
- bossen: 44%

De gemeente beslaat 13,21% van de totale oppervlakte van de powiat.

## Demografie
Stand op 30 juni 2004:
| Omschrijving                   | Totaal | Totaal | Vrouwen | Vrouwen | Mannen | Mannen |
| ------------------------------ | ------ | ------ | ------- | ------- | ------ | ------ |
| eenheid                        | aantal | %      | aantal  | %       | aantal | %      |
| inwoners                       | 16 077 | 100    | 8275    | 51,5    | 7802   | 48,5   |
| bevolkingsdichtheid (inw./km²) | 121,3  | 121,3  | 62,4    | 62,4    | 58,9   | 58,9   |

In 2002 bedroeg het gemiddelde inkomen per inwoner 1089,2 zł.

## Plaatsen
De gemeente bestaat uit de stad (miasto) Łazy en 14 sołectwo:
- Turza
  - Kądzielów (przysiółek Turzy)
- Kuźnica Masłońska
- Rokitno Szlacheckie
  - Kazimierówka (część wsi Rokitno Szlacheckie)
  - Mitręga (część wsi Rokitno Szlacheckie)
  - Laskowa (przysiółek Rokitna Szlacheckiego)
- Hutki Kanki
- Grabowa
  - Błojec (przysiółek Grabowej)
  - Piaski (przysiółek Grabowej)
- Skałbania
- Niegowoniczki
  - Jeziorowice (przysiółek Niegowoniczek)
  - Niwa Zagórczańska (przysiółek Niegowoniczek)
- Niegowonice
  - Dębina (przysiółek Niegowonic)
  - Pasieki (przysiółek Niegowonic)
  - Słotwina (przysiółek Niegowonic)
- Trzebyczka
- Chruszczobród
  - Gawronówka (przysiółek Chruszczobrodu)
- Chruszczobród-Piaski
- Wiesiółka
- Wysoka
- Ciągowice
  - Gajówka (przysiółek Ciągowic)
  - Zacisze (przysiółek Ciągowic)
  - Zazdrość (przysiółek Ciągowic)

## Aangrenzende gemeenten
Dąbrowa Górnicza, Klucze, Ogrodzieniec, Poręba, Siewierz, Zawiercie